# Abdisho IV. Maron

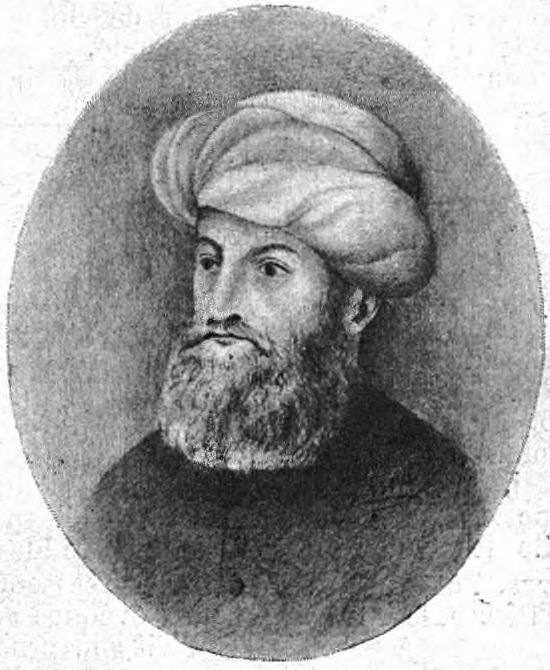
Abdisho IV. Maron

Mar Abdisho IV. Maron (syrisch ܥܒܕܝܫܘܥ ܪܒܝܥܝܐ ܡܪܘܢ; * in Gazarta; † 11. September 1570 bei Siirt) war von 1555 bis 1570 Patriarch der Chaldäisch-katholischen Kirche mit Ostsyrischem Ritus.
Zeitlich parallel zu ihm amtierten als Katholikoi-Patriarchen der autokephalen Assyrischen Kirche des Ostens Mar Shimun VII. Ishoyahb (1538–1558) und Mar Eliya VII. (1558–1591) mit Sitz in Alqosch.

## Name
Der aramäische Name bedeutet „Diener Jesu“ oder „Knecht Jesu“, vergleichbar mit Obadja im Hebräischen oder Abdallah im Arabischen. Aufgrund der ursprünglichen Schreibung ohne Vokale (syrisch ܥܒܕܝܫܘܥ ܪܒܝܥܝܐ ܡܪܘܢ) gibt es eine Vielzahl von Umschriften. Dazu gehören: Ebedjesus; ˁAbdishoˁ, Abdisu, Abd-Jesu, Hebed-Jesu, Abdissi, Audishu, Mar Odisho.

## Leben
ˁAbdishoˁ wurde in Gazarta am Tigris geboren. Er entstammte der Familie Mari, sein Vater hieß Yohannan (Johannes, Ḥannā). Er wurde Mönch im Kloster Mar Aḥḥā und Yoḥannan (nordwestlich von Gazarta). 1554 wurde er von Shimun VIII. Yohannan Sulaqa zum Bischof von Gazarta geweiht, behielt aber Sitz in Diyarbakır (Amida). Sowohl als Bischof wie später als Patriarch betätigte er sich als Kopist von Handschriften. Sieben Exemplare aus seiner Feder sind erhalten, darunter mit dem Codex Jerusalem, Markos-Kloster, Ms. 116 das Pontifikale, das er 1554 für seine Bedürfnisse als Bischof abschrieb.
1555, nach dem Tod des Sulaqa, wurde ˁAbdishoˁ, in Anwesenheit des päpstlichen Nuntius Ambrosius Buttigeg OP, zum „Patriarchen von Mossul“ der Chaldäer bestellt. Als Patriarch verlegte seine Residenz von Diyarbakır (Amida) in das Kloster Mar Yaqub Khbhisha (St. Jakob der Rekluse) bei Siirt. Erst 1561 war es ihm möglich, nach Rom zu reisen. Am 7. März 1562 legte er dort persönlich sein schriftliches Glaubensbekenntnis ab und wurde von Pius IV. am 17. April 1562 mit dem Pallium ausgestattet. In einem Schreiben an den Papst von 1562 beansprucht er Jurisdiktion über 38 Diözesen im Osten des Osmanischen Reiches, in Persien und in Süd-Indien. Faktisch dürften zu seiner Zeit insgesamt nur 14 ostsyrische Bischofssitze bestanden haben, von denen allein ein Teil durch den mit Rom unierten ˁAbdishoˁ besetzt wurde, insbesondere nicht Alqosch und Mossul.
ˁAbdishoˁ nahm, anders als lange behauptet, nicht persönlich am Konzil von Trient teil, doch wurden die Konzilsväter durch Kardinal Marcantonio Amulio am 17. September 1562 über seinen Rombesuch, das von ihm abgelegte katholische Glaubensbekenntnis und die erteilten Auskünfte über die Lage seiner Kirche unterrichtet. Gegen die von ˁAbdishoˁ beanspruchte Jurisdiktion über die Thomaschristen in Indien protestierten die beim Konzil anwesenden Prälaten der indischen Kolonialmacht Portugal.
Im August 1562 verließ er Rom und kehrte in den Orient zurück. Über seine Regierungszeit ist nur wenig bekannt. Der Papst bestätigte 1565 die traditionellen chaldäischen Gebräuche und Riten.
Gestorben ist er wohl am 11. September 1570.

## Werke
ˁAbdishoˁ hinterließ drei Gedichte, in dem er Ereignisse aus dem Leben seines Vorgängers, des Patriarchen Sulaqa Mar Shimun, erzählt. Sie sind in zwei Redaktionen überliefert in den Kodizes Vat. syr. 45 (1556 kopiert durch Mar Joseph Sulaqa) u. 63 (geschrieben 1701 durch Mar Joseph I.) sowie Borg. syr. 21 (16. Jh.). Die ältere Fassung zeigt noch Sympathien des Autors für Nestorius, sekundär getilgt durch Joseph I.
Abdisho IV. Maron darf nicht mit Abdiso bar Brika verwechselt werden, der im 13. Jahrhundert ein produktiver Schriftsteller war.

## Wirkungsgeschichte
ˁAbdishoˁ tritt als Figur in Hans Pfitzners Oper Palestrina auf. Dort ist er einer der Prälaten des Konzils von Trient.